# Belarmina González Rodríguez
Belarmina González Rodríguez (Palencia, 1914 - Porreras, Baleares, 5 de enero de 1937) fue una de las víctimas de la guerra civil española en Mallorca por su vínculo con el Partido Comunista de España. Fue fusilada junto a otras mujeres, conocidas como las Roges des Molinar. 

## Hechos
Vivía en la calle de Sant Rafel número 34 del barrio de la Soledad de Palma de Mallorca. El 31 de diciembre de 1936 ingresó en la prisión de Can Sales, un hospicio regentado por las Hermanitas de los Pobres, que se habilitó como prisión de mujeres.  Murió fusilada el 5 de enero de 1937 en el cementerio de Porreras junto con Aurora Picornell, Catalina Flaquer y sus hijas Antonia Pascual Flaquer y Maria Pascual Flaquer, conocidas como las Roges des Molinar. Según señalan varias fuentes, no tenía vínculos con el resto de encarceladas con lo que se ha planteado la hipótesis de que su ejecución se trató de un error.